# Liga Internacional de los Trabajadores - Cuarta Internacional
La Liga Internacional de los Trabajadores - Cuarta Internacional (LIT-CI) es uno de los grupos que se consideran herederos[cita requerida] de la Cuarta Internacional fundada por León Trotski en 1938. Fue creada por Nahuel Moreno.
Declara como su objetivo la reconstrucción de la IV Internacional en torno a un programa revolucionario.
Tiene especial presencia en el PSTU brasileño. En Europa su sección más importante es la italiana PdAC, la española y la portuguesa. 
La LIT-CI publica una revista cuatrimestral de análisis político internacional, llamado Marxismo Vivo. y la revista Correo Internacional en forma trimestral.

## Nahuel Moreno y el movimiento trotskista internacional
En 1948, Nahuel Moreno, entonces, líder del Grupo Obrero Marxista, inició su vínculo orgánico con la Cuarta Internacional, participando como observador de su II Congreso Mundial.
En 1951, el Tercer Congreso de la Cuarta Internacional decidió que el grupo liderado por Nahuel Moreno debía disolverse para que sus militantes pudieran unirse al grupo liderado por Juan Posadas, el Partido Obrero de la Revolución Socialista.
En este contexto, Moreno y sus partidarios, a pesar de oponerse a tal resolución, la acataron.
En 1953, Moreno rompe con la Cuarta Internacional y se une al Comité Internacional de la Cuarta Internacional (CI-CI), donde sería el principal dirigente del Comité Latinoamericano (CLA), que, en 1954, tendría secciones en Argentina (Partido Obrero Revolucionario), Chile (Partido Obrero Revolucionario, dirigido por Humberto Valenzuela) y Perú (Partido Obrero Revolucionario, dirigido por Félix Zevallos, que más tarde adquiriría relevancia gracias a la obra de Hugo Blanco Galdós).
En marzo de 1957, se realizó en Lima (Perú) la "Primera Conferencia del Trotskismo Ortodoxo Latinoamericano" (TOLA), en el que fue aprobado el "Manifiesto del Trotskisrno Ortodoxo Latinoamericano" y se creó el Secretariado Latinoamericano del Trotskismo Ortodoxo (SLATO).
En 1958, Moreno representó al SLATO en el Congreso de 1958 del CI-CI, celebrado en Leeds, Gran Bretaña.
En 1960, se realizó el "Congreso del Trotskismo Ortodoxo Latinoamericano" en Santiago de Chile.
En 1961, el SLATO envió a varios activistas a Lima (Perú) para apoyar las actividades de Hugo Blanco Galdós. Sin embargo, el movimiento fue derrotado después de que la policía vinculara a militantes del POR con el atraco al Banco de Crédito de Miraflores, ocurrido el 1 de abril de 1962. Este hecho generaría una fuerte represión contra el POR. En este contexto, Moreno tuvo que huir de Perú.
Afines de 1961, se celebró una reunión del SLATO, en Buenos Aires, en la que, por
unanimidad, se aprobó caracterizar al gobierno cubano como "gobierno obrero y campesino", y por mayoría que se trataba de un "Estado obrero en transición", con la oposición de los chilenos, que en ese momento lo caracterizaron como "Estado obrero deformado".
Además de la liquidación del POR peruano, el POR chileno decidió abandonar el SLATO a principios de 1962. Este contexto dio lugar a la disolución del SLATO.
En 1964, los partidarios de Moreno, luego agrupados en el "Palabra Obrera", abandonaron el CI-CI para integrarse en el Secretariado Unificado de la Cuarta Internacional (SU-CI).
El 4 de noviembre de 1964 se produjo en Bolivia un golpe militar encabezado por René Barrientos Ortuño. En esta coyuntura, el dirigente trotskista boliviano Hugo González Moscoso propuso la acción guerrillera, descuidando el movimiento obrero minero, que seguía resistiendo ala dictadura. El razonamiento de González Moscoso era un calco de las posiciones guevaristas: dada la situación económica y social, el régimen capitalista sólo podría sobrevivir empleando la violencia más sistemática; de ahí que el movimiento obrero y campesino no tendría márgenes legales para actuar y organizarse, y que tampoco saldría a enfrentar en las calles a la burguesía, por el poder del aparato represivo. Es decir: ni acción legal, ni grandes huelgas, ni mucho menos insurrecciones; de ahí que e! único método de lucha que veía
fuese la guerrilla, en la forma preconizada por el Che Guevara.
Moreno polemizó con los planteos de González Moscoso, retomando las posiciones con las que en su momento había respondido a Daniel Pereyra y José Martorell durante el levantamiento campesino en
Perú de 1962-63 y, poco después al "Vasco" Bengochea, cuando vino de Cuba asimilado a la estrategia guerrillera del Che. Para Bolivia, Moreno defendió una política que se basaba en impedir una lucha aislada de los mineros y organizar al resto de los trabajadores para que dieran una batalla junto a ellos. Para ello, entre otras tácticas, proponía la de frente único contra la Junta Militar y, previendo que habría enfrentamientos armados, promover la formación de grupos de defensa de la Central Obrera Boliviana (COB) y los sindicatos, y exigir a quienes quisieran
constituir grupos armados, que coordinasen su accionar con las organizaciones sindicales. O sea, ante la posibilidad de lucha armada, basarse para ella en las masas y en sus organizaciones existentes, en vez de inventar grupos aislados; y si éstos se formaban, que se subordinasen a las masas en vez de actuar al margen de ellas. Una discusión del mismo tenor se comenzaría a desarrollar en el Partido Revolucionario de los Trabajadores (Argentina) acerca de la situación y las perspectivas en la Argentina.
Durante el Congreso del SU-CI de 1969, Moreno se opuso a las directrices a favor de la lucha de guerrillas.
En Revista de América n.º 8/9, de mayo-agosto de 1972 se publicó un texto de Nahuel Moreno polemizando con la política del boliviano Guillermo Lora y del argentino Jorge Altamira de apoyo a la Frente Revolucionario Antiimperialista (FRA). La FRA era una organización formada por exiliados bolivianos, que vivían en Chile tras el golpe militar de Hugo Banzer, en agosto de 1971. En noviembre de 1971, la FRA había publicado su manifiesto1, llamado: “Aplastemos la dictadura fascista y forjemos el gobierno del pueblo”.
En diciembre de 1972, Nahuel Moreno, Hugo Blanco Galdós, Peter Camejo, Joseph Hansen y Aníbal Lorenzo (Ernesto González) firmaron un documento titulado: "Argentina y Bolivia un Balance", como contribución a la discusión sobre América Latina en la reunión del Comité Ejecutivo del SU-CI, que criticaba las resoluciones a favor del énfasis en las luchas guerrilleras, aprobadas en el Congreso de 1969 del SU-CI.
En 1973, para los debates previos al Décimo Congreso Mundial del SU-CI, Ernest Mandel presentó un documento titulado: “En defensa del leninismo, en defensa de la Cuarta internacional”, en respuesta Moreno presentó el texto: “Un documento escandaloso”. Entre la militancia del Partido Socialista de los Trabajadores (Argentina) se lo bautizó “El Morenazo”. En 1989 fue publicado con el título "El partido y la revolución (teoría, programa y política: polémicas con Mandel)."
En 1975, se publicó un documento interno del Partido Socialista de los Trabajadores de la
Argentina, escrito, en 1974, por Nahuel Moreno, conocido como "Memorándum para la respuesta del PST(A) al SU", que respondía a la campaña de críticas contra el PST que mantenía la mayoría del SU-CI (encabezada por Mandel), que mantenía una línea ultraizquierdista producto de la desviación guerrillerista y su defensa del PRT-ERP. Moreno explica exhaustivamente la política y consignas del PST en defensa de las libertades
democráticas contra las bandas fascistas y ante el peligro del golpe militar contra el gobierno
peronista, surgido del voto popular en 1973.
En 1975, se publicó un documento interno del Partido Socialista de los Trabajadores de la
Argentina, escrito, en 1974, por Nahuel Moreno, conocido como "Memorándum para la respuesta del PST(A) al SU", que respondía a la campaña de críticas contra el PST que mantenía la mayoría del SU-CI (encabezada por Mandel), que mantenía una línea ultraizquierdista producto de la desviación guerrillerista y su defensa del PRT-ERP. Moreno explica exhaustivamente la política y consignas del PST en defensa de las libertades
democráticas contra las bandas fascistas y ante el peligro del golpe militar contra el gobierno
peronista, surgido del voto popular en 1973.
El 11 de febrero de 1977, Nahuel Moreno, como dirigente de la Tendencia Bolchevique del SU-QI y del Partido Socialista de los Trabajadores de la Argentina, publicó un documento criticando duramente a Mandel, titulado: Capitulación al “Eurocomunismo”.
Antes del Congreso del SU-CI de 1979, Moreno, que estaba exiliado en Bogotá (Colombia), publicó, en febrero de 1979, un documento titulado "La dictadura revolucionaria del proletariado",  que era una respuesta al un proyecto de resolución escrito por Ernest Mandel, titulado: "Democracia socialista y dictadura del proletariado".
En agosto de 1979, el gobierno de la Frente Sandinista de Liberación Nacional expulsó a los miembros de la Brigada Simón Bolívar (BSB), impulsada por el morenismo desde Bogotá, de Nicaragua. Tanto la dirección del Partido Socialista de los Trabajadores (Estados Unidos) como el mandelismo apoyaron esa expulsión. En este contexto, los partidarios de Moreno, agrupados entonces en la Fracción Bolchevique (FB), se retiraron del SU-CI.
A finales de 1979, la “Tendencia Leninista Trotskista” (TLT), liderada por: Dominique Losay, Daniel Gluckstein, Christian Leucate y François Cortes, que representaba alrededor de un tercio de los militantes de la Ligue Communiste Révolutionnaire (Francia), también se había retirado del SU-CI.
En diciembre de 1979, el Comité Organizador por la Reconstrucción de la Cuarta Internacional (CORCI), la FB y la TLT formaron un "Comité Paritario", que funcionó hasta la Conferencia Mundial Abierta de la Cuarta Internacional (Comité Internacional) (CI (CI) (1980)), de diciembre de 1980, en la que se eligió al Consejo General que designó al Comité Ejecutivo y al Secretariado de la CI (CI) (1980), disolviéndose las fracciones.
A fines de mayo de 1981, Nahuel Moreno presentó un informe de la CI (CI) (1980), titulado: "Aparece una nueva dirección".
El 13 de octubre de 1981, envió una carta al Comité Central del Partido Obrero Socialista Internacionalista (España) en la que criticaba duramente a la Organisation Communiste Internationaliste (OCI) por su capitulación al gobierno de Mitterrand.
En enero de 1982, se celebró en Bogotá (Colombia) una reunión internacional que fundó la Liga Internacional de los Trabajadores – Cuarta Internacional (LIT-CI).

## Después de la fundación de la LIT-CI
Además de la Fracción Bolchevique, encabezada por Moreno, también se sumaron a la fundación de la LIT líderes del lambertismo como: Ricardo Napurí, líder del Partido Obrero Marxista Revolucionario (Perú); y Alberto Franceschi, líder del Partido Socialista de los Trabajadores (Venezuela).
En marzo de 1985, participó, en Buenos Aires, del Primer Congreso de la LIT-CI, como principal dirigente de esa organización.
Tras romper con el SU-CI, intentó crear una organización internacional con el lambertismo y, tras el fracaso de esta, fundó, en 1982, su propia corriente, la Liga Internacional de los Trabajadores - Cuarta Internacional (LIT-CI), que se escindiría en decenas de organizaciones tras la muerte de Nahuel Moreno, en forma análoga al MAS.

## Secciones de la LIT-CI
| País        | Nombre                                                  | Sitio                       |
| ----------- | ------------------------------------------------------- | --------------------------- |
| Argentina   | Partido Socialista de los Trabajadores Unificado - PSTU | PSTU                        |
| Brasil      | Partido Socialista de los Trabajadores Unificado - PSTU | PSTU                        |
| Chile       | Movimiento Internacional de Trabajadores                | La Voz de los Trabajadores  |
| Colombia    | Partido Socialista de los Trabajadores (Colombia) - PST | PST - Colombia              |
| Costa Rica  | Partido de los Trabajadores (Costa Rica)                | Partido de los Trabajadores |
| El Salvador | Plataforma de la Clase Trabajadora                      | Facebook                    |
| España      | Corriente Roja                                          | Corriente Roja              |
| Honduras    | Partido Socialista de los Trabajadores                  | Facebook                    |
| Italia      | Partito di Alternativa Comunista - PdAC                 | PdAC                        |
| Paraguay    | Partido de los Trabajadores (Paraguay)                  | Partido de los Trabajadores |
| Perú        | Partido Socialista de los Trabajadores (Perú)           | Facebook                    |
| Portugal    | Em Luta                                                 | Em Luta                     |
| Uruguay     | Izquierda Socialista de los Trabajadores - IST          | IST                         |